# Gravad lax

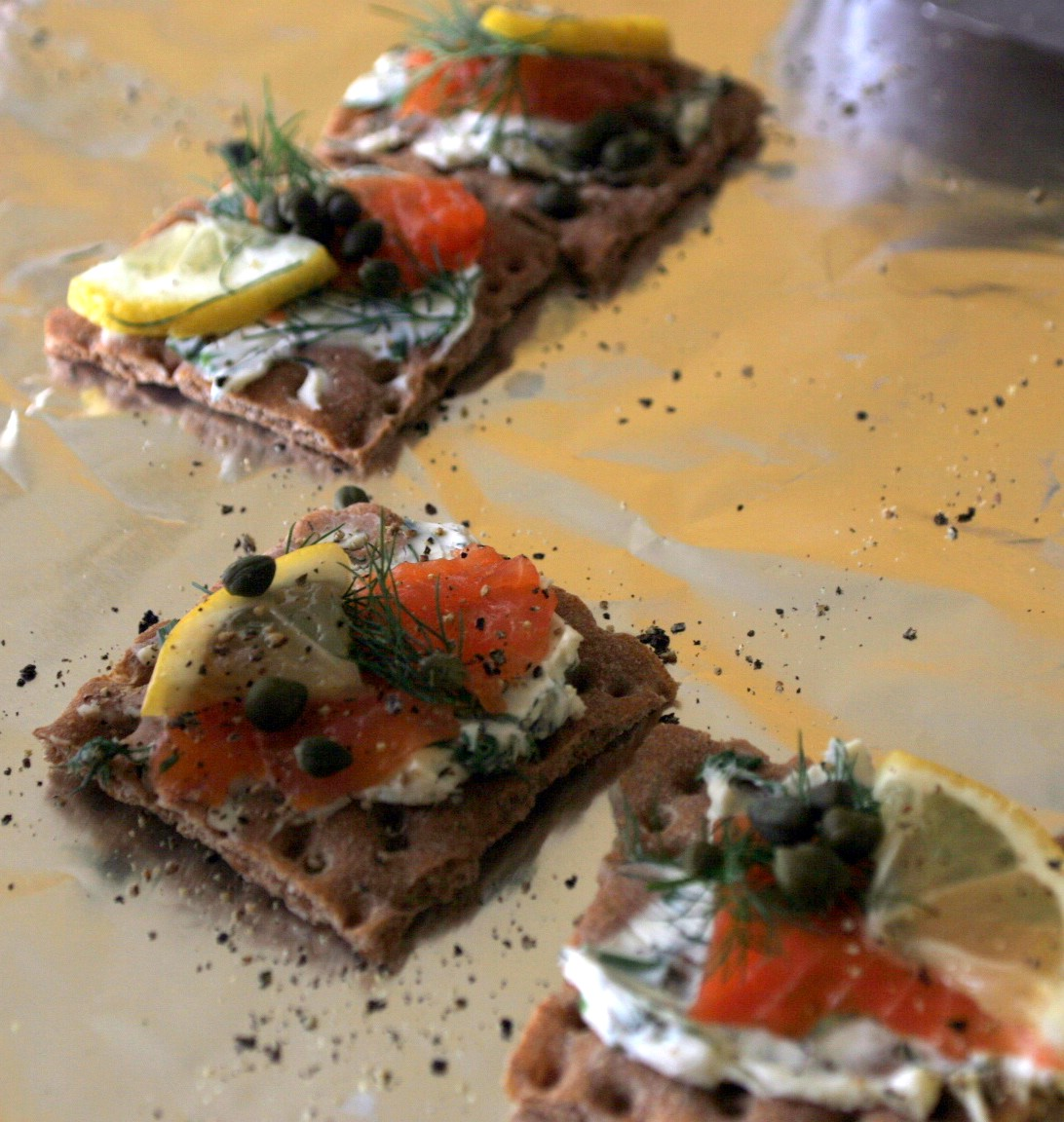
Gravad lax sobre knäckebröd, guarnecido com pimenta e limão

Gravad lax ou gravlax (em Sueco,  "salmão curado"), graved laks em Dinamarquês, gravlaks em Norueguês, graavilohi em Finlandês, e graflax  em Islandês, é uma especialidade culinária escandinava, também difundida em outros países, feita de salmão cru marinado durante alguns dias em uma mistura de sal grosso, açúcar e endro. O peixe é servido cortado às fatias, mais finamente do que o sashimi japonês.

## Origem
O gravlax surge na Idade Média, como uma forma de conservação do peixe, usada pelos pescadores da Península Escandinava, que salgavam e enterravam o salmão na praia, acima da linha da maré alta, deixando-o fermentar nas areias geladas.

## Preparação
O filete de salmão cru é coberto de sal grosso, açúcar e aneto. O filete é então enrolado em tecido ou plástico e conservado sob refrigeração por dois a quatro dias, com um peso em cima. Nesse período, o peixe perde umidade, concentrando a ostensividade. Este método também pode ser usado para outros peixes gordos, mas salmão é o mais comum. Variantes modernas da marinada podem incluir endro, pimenta branca, pimenta preta, sementes de coentro, raiz-forte, puré de beterraba e Aquavit ou outro destilado (vodka, conhaque, aguardente ou pastis).
Depois de marinar, o peixe é lavado ligeiramente com água, e servido fatiado, como aperitivo, sobre pão de centeio ou com batatas cozidas e molho à base de endro e mostarda.